# ميليسا مور
ميليسا مور (بالإنجليزية: Melissa Moore)‏ هي ممثلة أمريكية، ولدت في 27 ديسمبر 1963 بفرسايليس في الولايات المتحدة.

## وصلات خارجية
- ميليسا مور على موقع IMDb (الإنجليزية)
- ميليسا مور على موقع قاعدة بيانات الفيلم (الإنجليزية)